# Erzsébet Kocsis
Erzsébet Kocsis-Sári; z d. Kocis (ur. 11 marca 1965 roku w Győrze), była węgierska piłkarka ręczna, reprezentantka kraju, skrzydłowa.
Brązowa medalistka IO 1996 z Atlanty.
W 1995 r. została wybrana Najlepszą piłkarką ręczną na Świecie.
Jej mężem jest Árpád Sár, piłkarz ręczny. Ich córka, Barbara Sári jest również piłkarką ręczną.

## Sukcesy
- 1995: wicemistrzostwo Świata
- 1996: brązowy medal IO

## Nagrody indywidualne
- 1996: najlepsza lewoskrzydłowa Igrzysk Olimpijskich

## Wyróżnienia
- 1995: najlepsza piłkarka ręczna roku na Świecie